# Gonzalo de Mora y Fernández del Olmo
Gonzalo de Mora y Fernández del Olmo, (Madrid, 14 de enero de 1887 - Madrid 22 de noviembre de 1957), 4º marqués de Casa Riera, era un aristócrata español. Padre de Fabiola de Mora y Aragón,  reina consorte de los belgas de 1960 a 1993.

## Biografía
Gonzalo de Mora y Fernández del Olmo nació en Madrid el 14 de enero de  1887. Era hijo de Gonzalo de Mora y Riera (1836-1887) y María de la Concepción Fernández y del Olmo (1854-1930). Tuvo un hermano mayor, Alejandro (1883-1954), anterior marqués de Casa Riera (desde 1916). Su padre murió el 4 de noviembre de 1887 , .
Gonzalo de Mora y su familia siguieron a la familia real española al exilio en 1931, tras la proclamación de la República, primero a Biarritz, luego a París, antes de regresar a España en 1933. Cuando estalló la guerra civil en 1936 se establecieron en Lausana. En 1939, la familia regresó al Madrid franquista y se instaló en el palacio de Zurbano  En 1955, Gonzalo pasó a ser el 4º marqués de Casa Riera tras la muerte, sin descendencia, de su hermano mayor Alejandro de Mora y Fernández. Falleció en Madrid el 22 de noviembre de 1957, con 70 años. Está enterrado en el cementerio de San Isidro de Madrid.

## Matrimonio y descendencia.
Gonzalo de Mora y Fernández se casó en Madrid, el 8 de diciembre de 1916, con Blanca de Aragón y Carrillo de Albornoz (Guetaria 30 de julio de 1892 - Madrid 16 de noviembre de 1981), hija de Cesáreo de Aragón y Barroeta- Aldamar y Blanca Carrillo de Albornoz y Elio, marquesa de Casa Torres.
El matrimonio tuvo 7 hijos y 38 nietos:
- María de las Nieves de Mora y Aragón (Guetaria 28 de agosto de 1917 - Madrid 10 de diciembre de 1985), casó, en Madrid, el 10 de noviembre de 1944, con Ildefonso Escrivá de Romaní y Patiño, 10º marqués de Aguilar de Ebro, 17º Conde de Sástago (1918-1981), tuvieron diez hijos.
- Gonzalo de Mora y Aragón (Madrid el 17 de mayo de 1919 - Madrid 6 de octubre de 2006 ), 5º marqués de Casa Riera, abogado, casado el 8 décembre 1949 con Mercedes Narváez y Coello de Portugal (nacida el 19 de febrero de 1931 ), catorce hijos.
- Ana María de Mora y Aragón (Guetaria, 4 de agosto de 1921 - Madrid 11 de febrero de 2006 ), casada en Madrid, el 29 de junio de  1945, con Jaime de Silva y Agrela, duque de Lécera (1920-1996), ocho hijos.
- Alejandro de Mora y Aragón (nacido en Madrid el 31 mai 1923 donde falleció el 24 juillet 2004), casado, en 1953, con Ana María Gasch Bascuas (1929-2011), tres hijos.
- Jaime de Mora y Aragón (Madrid 18 de julio de 1925 - Marbella 26 de julio de 1995), actor de teatro y cine, casado por primera vez en 1958 (divorciado el mismo año), con Rosita Arenas (nacida en Caracas el 19 de agosto de 1933), actriz mexicana, y casada en segundas nupcias, en 1962, con Margit Ohlson (fallecida en 2019), sin descendencia.
- Fabiola de Mora y Aragón (Madrid 11 de junio de 1928 - Bruselas 5 de diciembre de 2014), se casó en Bruselas el 15 de diciembre de 1960 con Balduino de Bélgica y por tanto se convirtió en la quinta reina de los belgas a partir de 1960 hasta 1993, sin descendencia.
- María de la Luz de Mora y Aragón (Madrid 11 de noviembre de 1929 - Madrid 22 de septiembre de 2011), casó, en Madrid, el 10 de noviembre de 1956, con José María Ruiz de Bucesta y Osorio de Moscoso (1929- 2019), dos hijos.

## Órdenes de caballería
- Lugarteniente, Caballero de Gran Cruz de la Orden Ecuestre del Santo Sepulcro de Jerusalén.[4]